# Lavans-Vuillafans
Lavans-Vuillafans is een gemeente in het Franse departement Doubs (regio Bourgogne-Franche-Comté) en telt 182 inwoners (1999). De plaats maakt deel uit van het arrondissement Besançon.

## Geografie
De oppervlakte van Lavans-Vuillafans bedraagt 9,9 km², de bevolkingsdichtheid is 18,4 inwoners per km².

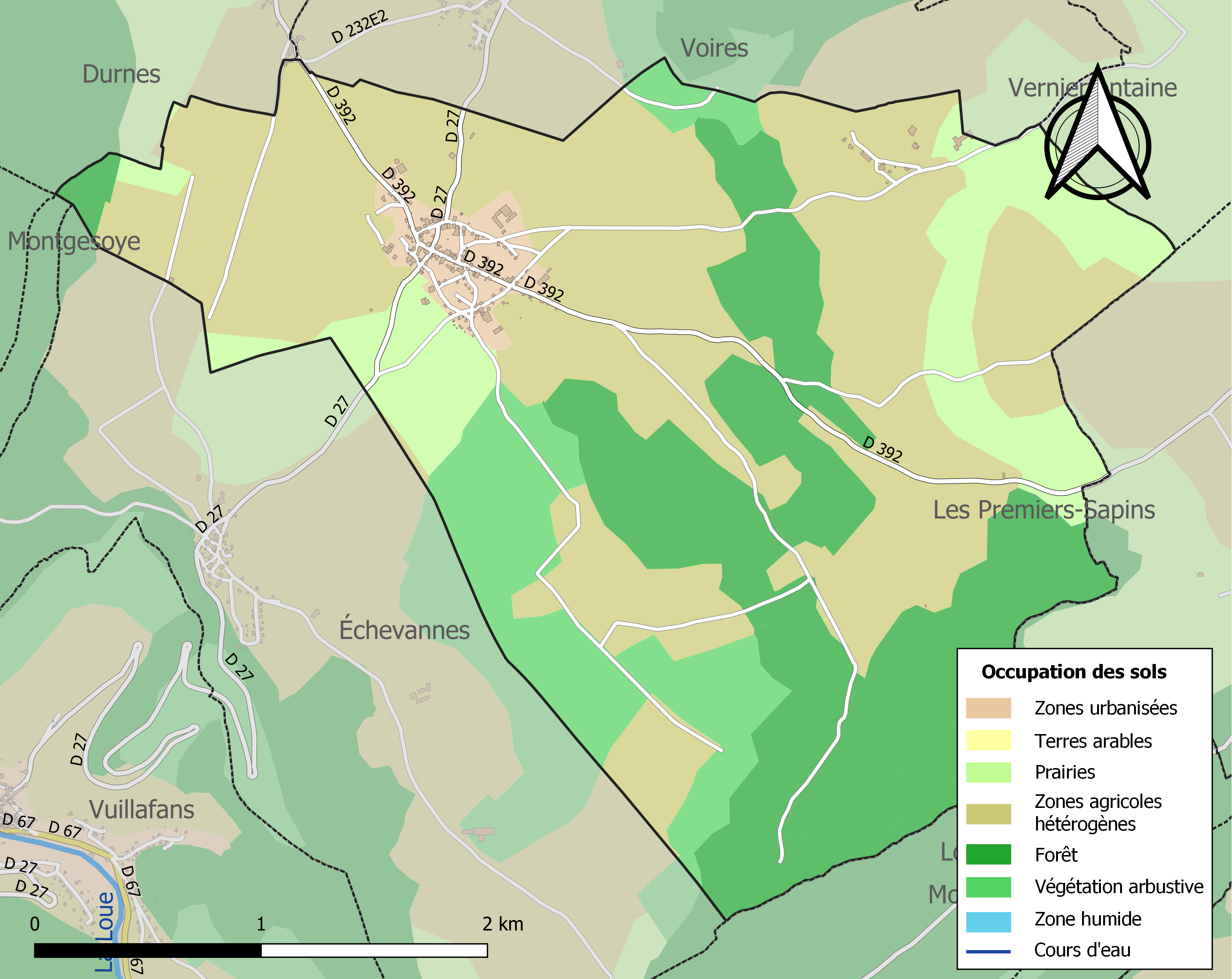
Kaart van de gemeente met de belangrijkste infrastructuur, bodemgebruik en omliggende gemeenten

## Demografie
Onderstaande figuur toont het verloop van het inwonertal (bron: INSEE-tellingen).